# 十二指腸スイッチ
十二指腸スイッチ（じゅうにしちょうスイッチ）とは、減量手術のひとつで、意図的に栄養吸収障害を起こすものである。

## 術式
胃の手術と小腸の手術を同時に、または二期的に行う。
- 胃の左側を切除し、細長い管状の胃に形成する。（袖状胃切除術）
- 十二指腸球部を幽門から3cm遠位で離断する。また回腸をバウヒン弁から250cmの位置で離断する。離檀された回腸の口側（上流）は、バウヒン弁から75-100cm上流の回腸に端側吻合する。離檀された回腸の肛門側（下流）は十二指腸球部に吻合する。

## 特徴
- 十二指腸スイッチ術は、胃バイパス術に比べて減量効果が高いと報告された[1]。